# Manuel de Cárdenas Rodríguez
Manuel de Cárdenas Rodríguez (León, 25 de septiembre de 1908-San Sebastián, 28 de enero de 1992) fue un médico y militar español.

## Biografía
Nacido en León en 1908. Hijo del arquitecto Manuel de Cárdenas Pastor y de Carmen Rodríguez Guisasola. Se trasladó a Madrid, donde estudió medicina en la Universidad Central de Madrid, completando su formación médica en el Hospital de Carabanchel. Durante la Guerra civil española, fue teniente médico, y trabajó en diversos hospitales: Marruecos, Extremadura, Madrid. En la Ciudad Universitaria extrajo una bomba sin explotar del cuerpo de un herido. Concluida la contienda civil fue nombrado médico de la cárcel de Ondarreta.
Con la llegada de la Segunda Guerra Mundial permaneció un año en el frente oriental. Fue capitán médico de la División Azul y estuvo destinado en Vilna, como Jefe del Equipo Quirúrgico y más tarde, en el Hospital de Riga.
En enero de 1943, al regresar al España fue nombrado director del Hospital Militar de San Sebastián, y posteriormente jefe de Servicio en el Hospital Provincial de la Cruz Roja, Hospital Provincial, la Residencia Sanitaria y la Policlínica de Guipúzcoa. Durante su actividad médica practicó las primeras sustituciones protésicas en España.
Desde 1955 fue cirujano jefe de la enfermería de la plaza de toros de San Sebastián, permaneciendo en dicho puesto hasta el cierre de la plaza. Allí conoció a diversos toreros como: Antonio Ordóñez, Manuel Benítez El Cordobés, Palomo Linares, entre otros. En concreto el 20 de agosto de 1960, en plena semana Grande Donostiarra, atendió de una contusión (debido a uj golpe del astado)  en el Hospital de la Cruz Roja al matador Antonio Ordoñez. Precisamente ese mismo día coincidió en el Hospital con la visita de Ernest Hemingway, quien por aquel entonces preparaba un libro sobre el torero. Durante una de las corridas, sufrió una cogida cuando se encontraba en el burladero. Un toro de la ganadería de Pablo Romero saltó a la zona donde se encontraba el médico y le desgarró la camisa y el cinturón con una de sus pezuñas que pasó por el tórax.
Casado el 10 de febrero de 1934 con María Elena Díaz de Espada, a quién conoció cuando él tenía diecinueve años, en el santuario del Cristo de Lezo, en Deva (Guipúzcoa). El matrimonio tuvo ocho hijos: Ignacio, Santiago, María Rosa, Pablo, Marta (quien es pintora profesional y ejerce como tal actualmente carrera como pintora), Emilio, José Manuel y María Elena de Cárdenas Díaz de Espada.

## Publicaciones
- Manuel de Cárdenas, "Herida torácica por proyectil de mortero", Revista Española de Medicina y Cirugía de Guerra, vol. 2, núm. 15 (noviembre de 1939), pp. 377-381.
- Manuel de Cárdenas, "Recuperación de los amputados de los miembros como consecuencia de las heridas de guerra", en AA.VV.,Recuperación quirúgico-ortopédica de los mutilados de guerra, Primera ponencia, Sanidad militar, Madrid, 1941, Impresos Rodríguez, pp. 223-267.

## Distinciones
- Cruz del Mérito de Guerra 2ª con espadas (1 de diciembre de 1942)